# Курье, Поль-Луи
Поль-Луи Курье де Мерэ (фр. Paul-Louis Courier de Méré; 4 января 1772, Париж — 10 апреля 1825, Верец) — французский эллинист, переводчик, публицист и памфлетист либеральных взглядов, занимавший антибонапартистские и антироялистские позиции. Как переводчик, Курье получил известность благодаря изданию греческого романа «Дафнис и Хлоя», из которого открыл ранее неизвестный фрагмент текста и незавершённого перевода «Истории» Геродота.

## Биография и творчество

### Ранние годы и военная служба
Родился в Париже в приходе Сент-Эсташ в состоятельной буржуазной семье, стоявшей по своему положению уже фактически на грани дворянства. Так, его отец подписывался Курье де Мере (фр. Jean-Paul Courier de Méré), и молодой человек готовился стать военным офицером в ту сословно-представительную эпоху, когда нужно было представить более или менее достоверные доказательства о своём дворянском происхождении, чтобы рассчитывать на производство и продвижение по службе. Отец его вынужден был переселиться из Парижа в провинцию вследствие скандальной истории: его чуть не убили приближённые очень знатного лица, который подозревал его в связи с его женой и который должен был ему крупную сумму денег.
С ранних лет был увлечён античной литературой и древними языками. Особенных успехов добился в изучении греческого языка, который ему преподавал эллинист Вовилье, профессор в Коллеж-де-Франс. В 1791 году Курье переехал в Шалон-на-Марне, где в 1792 году поступил в Артиллерийское училище, откуда через два года вышел лейтенантом инженерных войск и был направлен для прохождения службы в гарнизон Тионвилля.
Во время прохождения службы в армии принимал участие в революционных и наполеоновских войнах. В июне 1795 года в чине капитана артиллерии находится при штабе командующего армией под Майнцем, где получает известие о смерти отца; не испросив отпуска надлежащим образом и никого не предупредив, он «немедленно уезжает, чтобы броситься в объятия матери, которая живёт в Ла Веронике под Люинем в Турене». По словам Сент-Бёва, Курье во время его службы в армии вообще была свойственна «недисциплинированность, равно как и склонность покидать свой пост без разрешения»:
Это он под конец сделает и в Великой армии накануне Ваграма. Летом 1807 года в Неаполе, получив приказ вернуться в Верону, где стояла его часть, он вместо этого забавляется под Портичи переводом трактата Ксенофонта „О коннице“, задерживается по дороге в Риме и лишь в конце января 1808 года попадает в Верону, где его ожидают уже почти шесть месяцев.

Его немедленно сажают под арест. Обо всем этом он очень приятно рассказывает в острых и изящно написанных заметках, которыми пересыпает свои письма. Кажется даже, что он этим хвастается, хоть хвастаться-то, собственно, нечем, — солдаты Ксенофонта служили не так.— Сент-Бёв. Поль-Луи Курье
По мнению Сент-Бёва, на военной службе Курье «не воодушевляют ни война, ни любовь к своему ремеслу». Являясь «человеком Революции и принадлежа к поколению 1789 года», он ценит те блага, которые «принёс с собой переворот, и впоследствии будет их отстаивать, но он не из тех, кто способен вырывать их силой или завоевывать», а его истинной страстью является изучение Древней Греции: «Между Республикой и Консульством, между Консульством и Империей он выбирает Праксителя». Плещеев А. Н. в своём очерке, посвящённом биографии и творчеству Курье, также отмечал его неоднозначное отношение к службе в армии, про которую писал следующим образом: «Здесь начинается военная жизнь Курье, может быть, самая оригинальная и странная, какую только представляют летописи революционных войн и великой армии. И это без преувеличения <…> Курье был герой другого рода. Солдат по обязанности,— получивший понятие о своём ремесле, подобно Бонапарту на школьной скамье, он чувствует к войне глубочайшее отвращение, но однако же остаётся тем, чем сделали его воспитание и события».
В 1808 году Курье просил отпуск для устройства своих личных дел, но, не получив его, подал в отставку. Тем не менее в ходе подготовки и ведения Австро-Французской войны 1809 года он, без какого-либо официального назначения, примкнул к штабу артиллерийского генерала в качестве его друга, однако ужасы войны и огромные человеческие потери во время Ваграмской битвы окончательно отвратили его от военной службы. Курье бесповоротно оставил военную службу 1810 году и целиком посвятил себя филологическим исследованиям и изысканиям. В целом Курье отрицательно относился к военной службе, и позже в его отношении проводилась проверка по факту дезертирства во время «отлучки» во Флоренцию. Уже в «Советах полковнику» (фр. Conseils à un Colonel, 1803), фактически первом своём политическом памфлете, опубликованном только после его смерти, он издевался над «героями» 18 брюмера, над Бонапартом и его приближёнными, которые «только и умеют что грабить, пьянствовать и развратничать». Сравнивая Наполеона с римским императором Нероном, Курье провозглашает, что в своём стремлении к неограниченной власти оба они не гнушались любыми средствами: «Согласуются ли слова „владыка“ и „добрый“, „владыка“ и „праведный“? — риторически спрашивает Курье. — Да, грамматически они согласуются, как честный вор и справедливый разбойник».
Курье вообще сомневается в существовании военного искусства и в гениальности прославивших себя в этом деле полководцев. В своём «Разговоре у графини Олбани» (1812) он высказывает категоричное суждение, «неблагоприятное для военных и благоприятное для художников, литераторов и поэтов», и не верит в таланты прославленных полководцев, как прошлых, так и современных, а также в «великих людей» вообще. Критически он относился и к деятельности Наполеона. Получило известность его высказывание по поводу коронации Наполеона, которое, в частности, приводит в своей монографии Е. В. Тарле: «Некоторые думали, что Наполеон уменьшил свою славу, пожелав прибавить к своему гремевшему по всему свету имени ещё какой-то титул. „Быть Бонапартом и после этого сделаться императором! Какое понижение!“ — восклицал переживший этот момент известный впоследствии публицист и памфлетист Поль Луи Курье».

### Служба в Италии. Работа над романом «Дафнис и Хлоя»

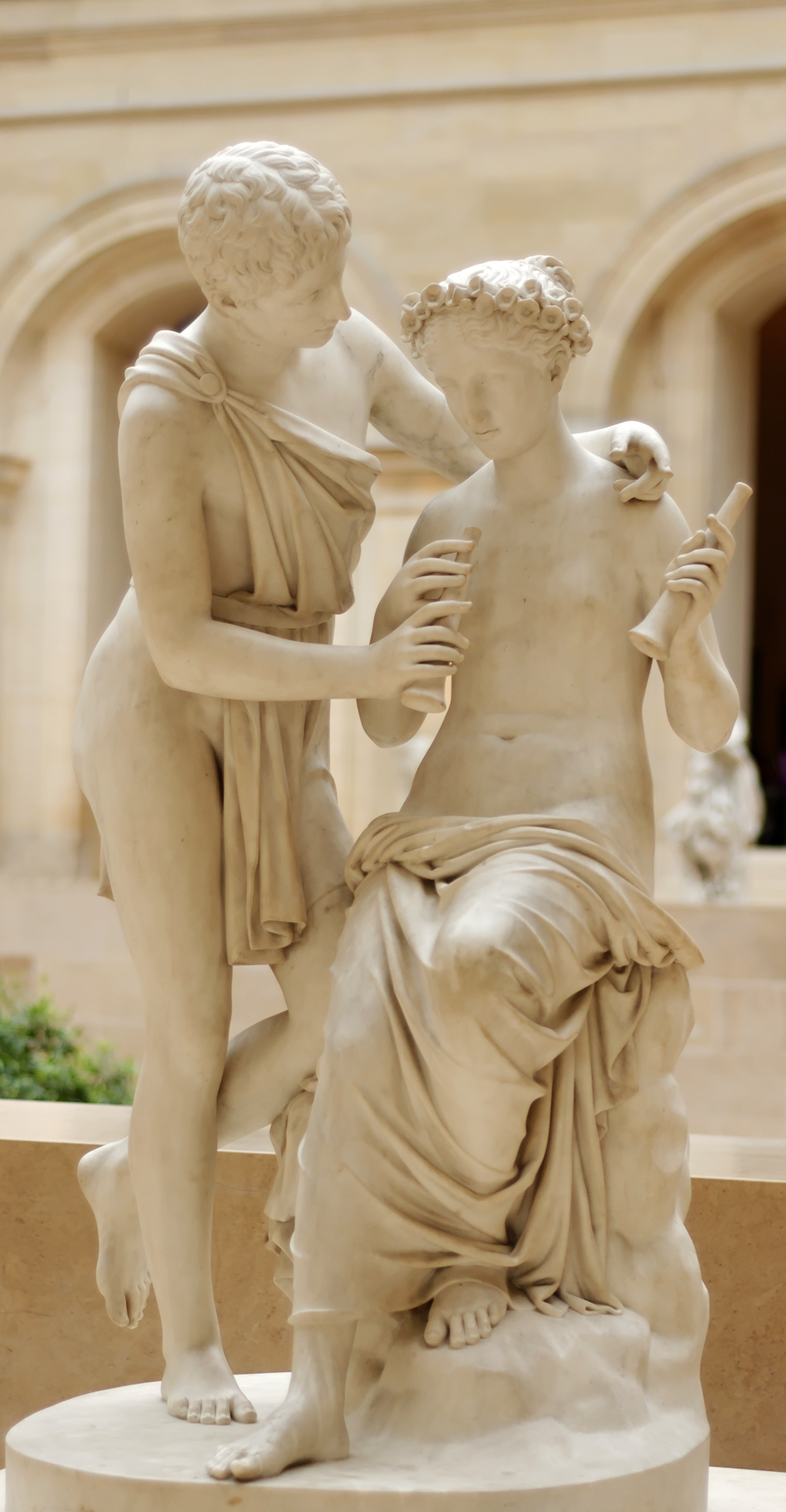
Жан-Пьер Корто. Дафнис и Хлоя, 1824. Лувр

Работая в библиотеке Медичи Лауренциане во Флоренции, Курье нашёл уникальную рукопись пасторального греческого романа «Дафнис и Хлоя» с одним из центральных мест, отсутствовавшим в прежних изданиях, и позже сделал его перевод на французский, переиздав после многочисленных исправлений и уточнений во Флоренции в 1810 году.
В первой книге романа был пропуск, как ранее полагали до него, всего в несколько строк, но который на самом деле оказался в шесть или семь страниц. По словам Сент-Бёва: «Для всякого, кто знает, как трудно в наши дни открыть что-нибудь действительно новое в почти исчерпанной области античности, ясно, что это была замечательная находка, способная глубоко обрадовать душу эрудита. Судьба на сей раз оказалась благосклонной к Курье, она открывала ему в древнем писателе то, что он охотно сочинил бы сам».

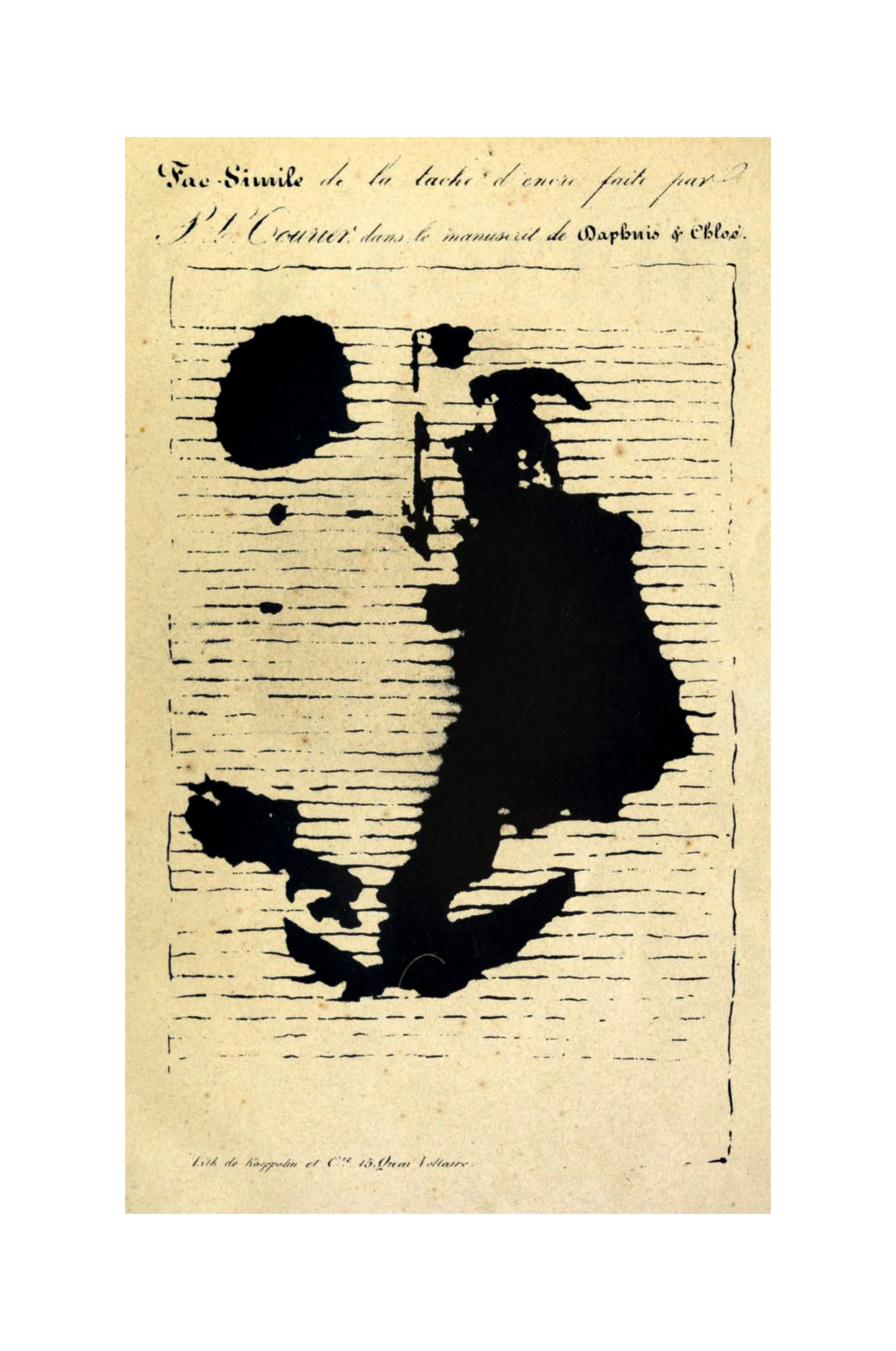
Испорченная Курье страница рукописи романа «Дафнис и Хлоя»

Работая с книгой, Курье подпортил рукопись вложенной им между листами бумагой, залитой чернилами, после чего захлопнул манускрипт, а через несколько дней было обнаружено чернильное пятно на том самом месте рукописи, где был неизвестный ранее фрагмент романа, и, если бы не оплошность Курье, флорентийская рукопись могла бы этот пропуск восполнить.
Этот случай вызвал значительный резонанс, как в Италии, так и во всём филологическом научном мире, а споры об умышленности и степени вины Курье продолжаются до сих пор. Дело в том, что ценная рукопись конца XIII века (Gr. Conventi Soppressi 627, или Laurentianus A), испорченная французским исследователем, была единственным экземпляром, в котором имелся фрагмент, отсутствовавший во всех других известных манускриптах этого романа. Этот пропуск получил в филологии название «большая лакуна» (лат. magna lacuna) и делал непонятным одно из мест в первой книге романа, а уникальная флорентийская рукопись этот пробел восполняла.
Курье успел скопировать соответствующий фрагмент до его повреждения, но оставленные им чернильные пятна (масштаб повреждения ещё больше увеличился после того, как пятно неудачно пытались вывести соляной кислотой) испортили именно то место в рукописи (folio 23 verso), которое отсутствовало во всех других источниках, так что единственной возможностью судить об утраченном тексте стала отныне именно копия Курье. Таким образом повреждение документа поставило последующих исследователей романа в зависимость от его прочтения и перевода, предлагаемого Курье, и «делало само его имя навсегда увязанным с „Дафнисом и Хлоей“». Франческо Дель Фурия, библиотекарь, помогавший Курье в работе, а впоследствии главный инициатор разразившегося скандала и обвинений в его адрес, гневно писал по этому поводу :
От жуткости увиденного у меня застыла кровь в жилах, и это было надолго, хотелось кричать, хотелось говорить, но голос не шёл у меня изо рта, а ледяной холод сковывал мои члены. Наконец в негодовании, охватившем меня после причинённой мне боли, я закричал.
Этот инцидент вызвал многочисленные обвинения в адрес Курье в злонамеренности его действий, умышленном искажении рукописи, в том, что он собирается завладеть исключительным правом на новое издание романа. В Италии стала распространяться антифранцузская патриотическая пропаганда среди научных кругов и общественности: «Посыпались жалобы в местные газеты, стали выходить брошюры, буря всё разрасталась. В короткий период затишья, воцарившегося над Европой, об этой кляксе перешёптывались от Рима до Парижа». На фоне наполеоновских войн и оккупации Италии (а также того, что и сам Курье был армейским офицером) всё это придавало этому скандалу оттенок «милитаристского» вандализма и бесчинства на завоёванной территории. Кроме того, итальянские власти запретили Курье публикацию скопированного им текста в любой форме. Курье стал защищаться, приводя аргументы в пользу неумышленности своих действий, таким образом, возникла целая полемика по этому вопросу, которая стала достоянием всей читающей европейской публики.
В своё оправдание Курье обратился к читателям в памфлете «Открытое письмо книгоиздателю г-ну Ренуару об одном пятне, сделанном на манускрипте из Флоренции» (фр. Lettre à M. Renouard sur une tâche faite à un manuscrit en Florence, 1810). В этом памфлете, приводя аргументы в свою защиту, Курье с «незаурядным красноречием иронизировал над запретом издания сделанной им копии и нелепостью шумихи, раздутой вокруг печальной, но извинительной оплошности» и, в частности, писал:
Впрочем, я открыт к одной успокоительной мысли: Колумб разведал Америку и всего лишь был заточён в застенки, Галилей выведал истинную систему мироздания и удостоился ни много ни мало тюремного срока. Буду ли я, кто разыскал пять или шесть страниц текста, в котором обсуждается, кто поцеловал Хлою, подвергнут ещё худшей участи? Что наибольшего я мог получить, чем публичная цензура со стороны суда. Но ведь наказание не всегда соответствует преступлению, и вот это-то и тревожит меня.
Нападки на Курье поощряла великая герцогиня Тосканская Элиза Бонапарт, сестра Наполеона, как считается, возмущённая тем, что Курье отказался посвятить ей свой перевод. По приказу французского министра внутренних дел перевод «Дафниса и Хлои» был конфискован римской полицией, а военное министерство, со своей стороны, воспользовалось случаем, чтобы наказать строптивого офицера, бросившего военную службу. «За мной гонятся по пятам два министра,— рассказывал Курье в письме к своему другу (сентябрь 1810 г.).— Один хочет расстрелять меня за дезертирство, другой — повесить за кражу греческих рукописей». В конце концов Полю-Луи Курье пришлось дать обещание императорским властям отказаться от дальнейших выступлений в печати.
Этот случай и развернувшаяся вокруг него полемика привлекли внимание к личности французского эллиниста и его переводу: «Как это часто случается, „геростратовский“ акт Курье, испортившего древний текст „Дафниса и Хлои“» чернильным пятном, обеспечил ему рекламу. Испорченные страницы стали своеобразной достопримечательностью флорентийской библиотеки, привлекая множество любопытствующих". Сент-Бёв высказался по этому поводу следующим образом: «Знаменитую кляксу ещё можно увидеть во Флоренции, где её показывают вместе с собственноручным свидетельством Курье, что он посадил её по оплошности. Люди, лично ознакомившиеся с этими документами, выносят, как мне говорили, несколько иное впечатление, чем то, которое создается у читателей брошюры; но рядовому читателю, выслушавшему лишь одну из сторон, трудно не признать правоту Курье». Дель Фурия и Доменико Валериани обвиняли Курье в умышленном характере его действий. Такого же мнения будут впоследствии придерживаться Гёте, Стендаль (друг Курье) и многие другие современники французского эллиниста. Характерно, что книгоиздатель и библиофил Антуан-Огюстен Ренуар (фр. Antoine-Augustin Renouard), с которым Курье приехал во Флоренцию, также подозревал его в намеренном характере повреждения рукописи. Однако по мнению А. К. Виноградова, писателя и биографа Стендаля, обвинения в адрес Курье являются клеветническими измышлениями иезуитов, а Дель Фурия сам инсценировал порчу оригинала романа Лонга, поставив кляксу на пергаменте, и обвинил в этом Курье.
Курье осуществил перевод новооткрытого отрывка, который он искусно стилизовал под слог Жака Амио, который перевёл роман в 1559 году, и включил в его текст, переиздав после многочисленных исправлений во Флоренции (1810). Книга была издана небольшим тиражом — всего 61 экземпляр. В сентябре 1810 года в Риме он издал (хотя также очень малым тиражом в пятьдесят экземпляров) и полный греческий текст романа с восстановленным по своей копии текстом. В период с 1813-го по 1821 год в Париже вышло ещё пять франкоязычных изданий романа, на обложке которых значились имена Амио и Курье, а сами издания предварялись похвалой Курье и полным текстом его памфлета. Этот перевод заслужил высокую оценку со стороны И. В. Гёте, который говорил в 1830 году про него следующее:
Курье правильно поступил, с уважением отнесясь к переводу Амье и в известной мере сохранив его; он его подчистил, приблизил к подлиннику и в некоторых местах исправил. Старофранцузский язык так наивен, так безусловно подходит к данному сюжету, что, думается, эта книга не может быть столь же хорошо переведена на какой-нибудь другой.— И. П. Эккерман. Разговоры с Гёте в последние годы его жизни.
Выдающиеся качества эллинистических работ «Шавоньерского виноградаря» в 1830 году отмечал Оноре де Бальзак, который отмечал, что они предоставляют ему право на прочную славу, а философская система, образец которой он представил в своём «Опыте о Геродоте»: «всегда будет пользоваться уважением в среде истинных учёных».
Позднейшие исследователи романа Лонга отмечали, что перевод Курье, скорее всего, соответствует первоисточнику, хотя, возможно, содержит искажения и некоторые погрешности. Так, в частности, такой точки зрения придерживался Карел Кобет. Однако, по мнению Вильяма Лоува (W. D. Lowe), такая точка зрения безосновательна, и он обвинил Кобета в намеренных инсинуациях. По его мнению, несмотря на то, что среди эллинистов возникали сомнения в достоверности перевода Курье, можно достаточно уверенно сказать, что общая точность транскрипции Курье соответствует оригиналу. К числу аргументов в пользу сознательности действий Курье обычно относят следующие: это либо стремление Курье к известности, меркантильные интересы, одержимость скандальной славой, или, как допускает его современный биограф Жан-Рене Вьейфон (фр. Jean-René Vieillefond), свойственное Курье «депрессивное и раздражительное „автодеструктивное“ умонастроение».
Сведения об этом происшествии дошли и до России. Так, в 1831 году «Московский телеграф» публикует биографический очерк и два отрывка из его сочинений. Здесь же рассказывалась и знаменитая история с повреждённым фрагментом рукописи — отчётливо сочувственная к Курье и насмешливая в отношении библиотекаря Дель Фурии, «злобившегося на Курье за его открытие, сделанное перед носом поседелого хранителя сей редкости, никогда не заметившего её».
Писатель и известный библиофил Шарль Нодье отмечал достоинства перевода, осуществлённого французским эллинистом: «в целом Курье с равным успехом подражает и древним и новым; так, в переводе отрывка из Лонга, о котором идёт речь, он очень похоже воспроизвел манеру Амио». В споре об ответственности Курье за повреждение рукописи Нодье в целом поддерживает позицию, занятую им и его издателем Ренуаром:
Роковая случайность дала недоброжелателям прекрасный повод для сомнений в подлинности находки: та самая страница, на которой находился неизвестный доселе фрагмент, оказалась залитой чернилами, но, не говоря уже о том, что оба названных учёных заслуживают самого полного доверия, подлинность восстановленного господином Курье фрагмента была неопровержимо доказана в ходе литературной распри, вызванной прискорбной утратой.— Шарль Нодье. О стилизациях.
По мнению современного российского филолога и семиотика К. А. Богданова, посмертное признание и репутация Курье как «блестящего стилиста, либерала и борца с несправедливостью, подвергавшегося судебным преследованиям и даже несколько дней сидевшего в тюрьме», в целом отодвинула историю со злополучной кляксой: «Но для истории классической филологии само это происшествие можно счесть символическим и типологически соотносимым с утратами, которыми определяется само наше знание об античности. Пролитые Курье чернила поглотили ещё один фрагмент — в ряду неисчислимого множества не дошедших до нас — античных текстов…» Также Богданов указывает, что вопрос о том, умышленно ли французский эллинист поставил кляксу в рукописи, несмотря на столь длительную полемику, не решён по настоящее время, а аргументы в пользу злонамеренности его действий остаются по-прежнему гадательными.

### Возвращение во Францию
Вернувшись во Францию, Курье в декабре 1815 года приобрёл лесной участок в Турени площадью около 250 гектаров на холмах Вереца, до революции принадлежащий Турскому архиепископству, а через три года прикупил ещё усадьбу и крупную ферму Шавоньер (фр. Chavonnière), в которой и поселился вместе со своей молодой женой. По мнению Сент-Бёва, жизнь и деятельность Курье резко разделяется на две части — до 1815 года и после его возвращения во Францию:
Именно после пятнадцатого года и появился Поль-Луи Курье как некий сложившийся образ — мнимый винодел, бывший конный канонир, щеголяющий своею блузой, своим крестьянским и чуть ли не браконьерским ружьишком, берущий на мушку дворян и монахов, готовый по любому поводу палить из-за куста или изгороди, друг и почитатель народа, крепко льстящий ему, кичащийся тем, что он тоже чёрная кость, — словом, всем нам известный Поль-Луи.— Сент-Бёв. Поль-Луи Курье
После падения наполеоновской Империи в стране свирепствовала роялистская реакция, а Курье, несмотря на то, что считался антибонапартистом, стал активно защищать интересы крестьянства против сторонников короля, полицейско-чиновничьего аппарата, церковных институтов и стал широко известен после целого ряда памфлетов на эту тему. Больше всего обратили на себя внимание „Петиция обеим палатам“ (фр. Pétition aux deux Chambres, 1816) — о злоупотреблениях полицейских властей и священников — и 10 писем в „Censeur Européen“ (1819—1820), в которых Курье защищал крестьян против дворянства и духовенства и высказывался за либеральную монархию. Позже А. И. Герцен относил его к самым большим либералам того времени.
В 1820 году легитимисты предложили открыть подписку, чтобы выкупить у нового владельца замок Шамбор и преподнести его новорождённому наследнику французского престола — герцогу Бордосскому. Курье на эти события откликнулся своим „Simple Discours de Paul-Louis etc.“, где предлагает продать замок мелким землевладельцам, а продажу предлагает осуществить так называемым „чёрным бандам“. Это работа расценивается как один из самых блестящих его памфлетов, за который он был приговорён к тюремному заключению в Сент-Пелажи за оскорбление общественной нравственности и особы короля. В ходе этого судебного разбирательства и освещения его в прессе он получил широкую поддержку и известность. Так, в письме к своей жене он передаёт слова своего друга Беранже: „На месте господина Курье я не отдал бы этих двух месяцев и за сто тысяч франков“, а газеты, охотно печатавшие его речи, удвоили свои тиражи . Стендаль прислал ему в тюрьму свою „Историю живописи в Италии“ с надписью: „Создателю портрета Жана де Броэ — в знак уважения“.
После освобождения Курье отомстил судьям остроумным памфлетом „Aux âmes dévotes de la paroisse de Veretz“ и публикацией своего „Процесса“ (Procès, 1821). По своим литературным заслугам Курье имел право на избрание в Академию; он выставил свою кандидатуру на место своего умершего тестя, но закрыл себе туда путь едким письмом против неё („Письмо господам членам Академии надписей и изящной словесности“, фр. Lettre à Messieurs de l’académie des Inscriptions, 1819).
Курье стремился к политической деятельности, но потерпел поражение на выборах в 1822 году, после чего написал ещё несколько политических памфлетов под прозрачными псевдонимами „Ответ Анониму, написавшему письма П.-Л. Курье и др.“ (фр. Le livret de Paul-Louis, vigneron etc. Réponse aux anonymes, qui ont écrit des lettres à P.-L. Courier). В „Памфлете о памфлетах“ (фр. Pamphlet des pamphlets, 1824) он раскрывает своё понимание жанра памфлета яркими образцами, которых для него являются „Письма к провинциалу“ Блеза Паскаля. Также Курье здесь объясняет свою политическую роль и предсказывает свою насильственную смерть. В целом Сент-Бёв характеризовал памфлеты Курье собственными словами последнего, сказанными им по поводу наполеоновской Египетской экспедиции: „Peu de matière et beaucoup d’art“. Также Сент-Бёв в посвящённом ему очерке, отмечая, что Курье останется во французской литературе как совершенно самобытный и единственный в своем роде писатель и что „душевный строй Курье не был особенно возвышенным, больше того, я скажу, что ум его не отличался особой широтой, и определённая точка зрения была у него далеко не на всё“, писал про него в 1852 году: „Писатель он умелый, а подчас даже вызывающий восхищенье своей тонкостью: этим он возвышается над другими, и этим объясняется его слава“.

### Обстоятельства смерти

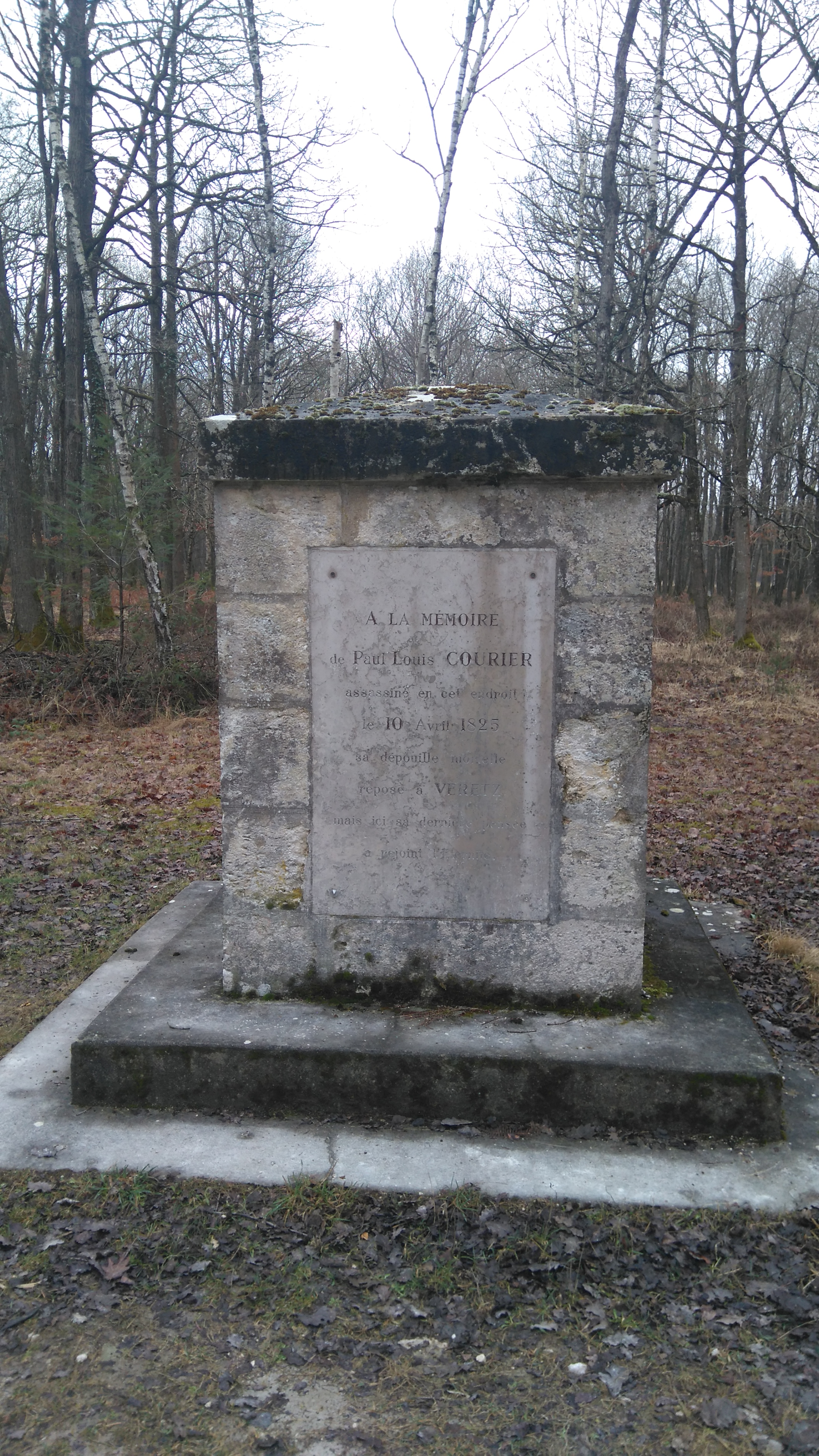
Памятный знак на месте убийства Поля-Луи Курье, на котором написано: „В память о Поле Луи Курье, убитом на этом месте 10 апреля 1825 года, его останки покоятся в Вереце, но здесь его последняя мысль присоединилась к Вечности“

10 апреля 1825 года тело Курье было обнаружено в его лесу Ларсе (la forêt de Larçay) в Турени. Как стало известно позже, в преступный сговор из мести и корыстных мотивов вступили несколько работников его фермы и лесничий, которому грозило увольнение со стороны владельца леса. Главными инициаторами заговора были братья Дюбуа, бывшие работники Курье, которых он уволил среди прочего и за любовную связь с его женой, а одним из главных мотивов было стремление вернуть к управлению имением его неверную жену, так как считалось, что он даже хочет заключить её в монастырь. Во время нахождения мужа в Париже она попустительствовала крестьянам, разорявшим хозяйский лес, и поэтому имела среди них широкую популярность. Кроме того, Курье хотел уволить лесничего Фремона и нанять другого, более строгого в отношении местных жителей, о чём он и дал объявление в местной газете. Имел место слух, что 9 апреля, то есть накануне убийства, в кабаке заседал местный крестьянский „суд“, на котором было решено убить помещика, который, по их мнению, неоправданно притеснял их. Преступление совершил лесничий с помощью Сенфорьена Дюбуа (умер в 1827 году), который убил Курье в лесу выстрелом из ружья в упор. После того как убийство было совершено, на место преступления подошло ещё несколько заговорщиков — всего шесть человек. Смерть наступила от множественных сквозных ранений, произведённых ружейными пулями. Из ран были извлечены обрывки бумажных пыжей, проникших в тело Курье. Когда пыжи развернули и осмотрели, оказалось, что это были куски газеты „Feuilleton littéraire“, которую получал убитый. Таким образом, следствие пришло к выводу, что убийцей был кто-то из его домашних. Однако в 1825 году не удалось установить ни убийц, ни причин убийства, так как суду не удалось получить необходимых свидетельских показаний изобличающих убийц, хотя их личности фактически были известны всей округе. Таким образом, суд не пришёл ни к какому заключению, и процесс был прекращён.
Через несколько лет на основании показаний случайной свидетельницы в совершении преступления были обвинены слуги Курье: „Она рассказала, кто убивал и кто присутствовал, лесничий признался в преступлении, а весь процесс ещё раз подтвердил, что это был заговор, в котором участвовало много людей — работники фермы, лесничие, местные крестьяне, хозяин кабака и чуть ли не всё население округи“.
Близко знавший и высоко ценивший его Стендаль откликнулся на его смерть сочувственным некрологом в английском журнале „Лондон мэгэзин“, где называл Курье одним из „самых образованных людей Франции“ и глубоким знатоком греческого языка. По словам Стендаля, в связи со смертью Курье национальная литература не сможет понести большей потери» :
Смерть его — это большое счастье для иезуитов. Г-н Курье был бы Паскалем XIX века. Сообщают со всей достоверностью, что он оставил „Воспоминания“, особенно о двух или трёх годах, проведённых им в Калабрии. Если они когда-нибудь выйдут в свет, то поубавят в глазах публики славу некоторых известных генералов. Г-н Курье был решительным врагом глупой напыщенности и подчёркнутой горячности, привитых французской литературе г-ном де Шатобрианом. Стиль памфлетов Курье, так же как и его перевода фрагментов Геродота, очень часто напоминает нам силу и простоту Монтеня.
Литературовед и переводчик Б. Г. Реизов называет убийство Курье одним из «самых крупных событий уголовной хроники эпохи Реставрации», имевшим большое политическое значение. Обстоятельства этого нашумевшего дела нашли своё отражение в позднем романе Бальзака «Крестьяне». Также по мнению Реизова: «Памфлеты, петиции, обращения к судьям, заявления и мемуары Поля-Луи Курье, так же как история его жизни и смерти, послужили для Бальзака не только источником информации, но и основой для больших социологических выводов, для построения целой философии современного общества. Вместе с тем в творчестве и биографии Курье он почерпнул материалы для построения сюжета и образов. Разграничить те и иные формы влияния познавательного и художественного было бы невозможно».

### Критика и оценки творчества
Курье был мастером слова, и хотя сущность его памфлетов утратила своё прежнее значение, он продолжительное время оставался интересным писателем благодаря удивительной художественной отделке всякой написанной им мелочи. По словам Бальзака, Курье «создал Мениппову сатиру наших дней», но, по его мнению, литературное наследство этого «замечательного человека» утратив актуальность похоже «на проволочный остов блестящего фейерверка», и ему не суждено сохранить популярность: «есть что-то слишком возвышенное в его сжатом стиле, слишком остра его раблезианская мысль, слишком много иронии в содержании и в форме, чтобы Курье мог нравиться многим». Высоко оценивал талант Курье как памфлетиста Фридрих Энгельс, ставя его в один ряд с признанными мастерами этого жанра во французской литературе: «Острую полемику Вольтера, Бомарше, Поля Луи Курье называли „грубостями шутовской полемики“ их противники — юнкеры, попы, юристы и представители иных кастовых групп, — что не помешало этим „грубостям“ быть признанными ныне выдающимися и образцовыми произведениями литературы». В первую очередь Курье был известен как непревзойдённый автор памфлетов, которые получили высокие оценки со стороны критиков и читающей публики: «Эти брошюры, делающие честь французскому прозаическому языку, наделали не меньше шума, возбудили и удовлетворили не меньше страстей, чем песни Беранже. До сих пор они с увлечением читаются всеми любителями французского остроумия и изящного слога». Памфлеты Курье получили известность и в России. Так, П. А. Вяземский по прочтении его работ записал в своих записных книжках: «Как хорош Поль Луи Курье (Paul Louis Courrier)! Надобно о нём написать статью. Письма его смесь Галани, Даламберта, Байрона. Не говоря уже о грецицизме их», а через несколько дней внёс следующее дополнение: «Сегодня день довольно пустой. Один Courrier своими памфлетами наполнил его. Что за яркость, что за живость ума. Вольтер бледен и вял перед ним». Особенную популярность его памфлеты получили среди российских народников, в этот период его публицистика была востребована и актуальна в России, её сравнивали с сатирой М. Е. Салтыкова-Щедрина. Позже Максим Горький относил Курье к величайшим сатирикам мировой литературы и упоминал его в романе «Жизнь Клима Сангина».

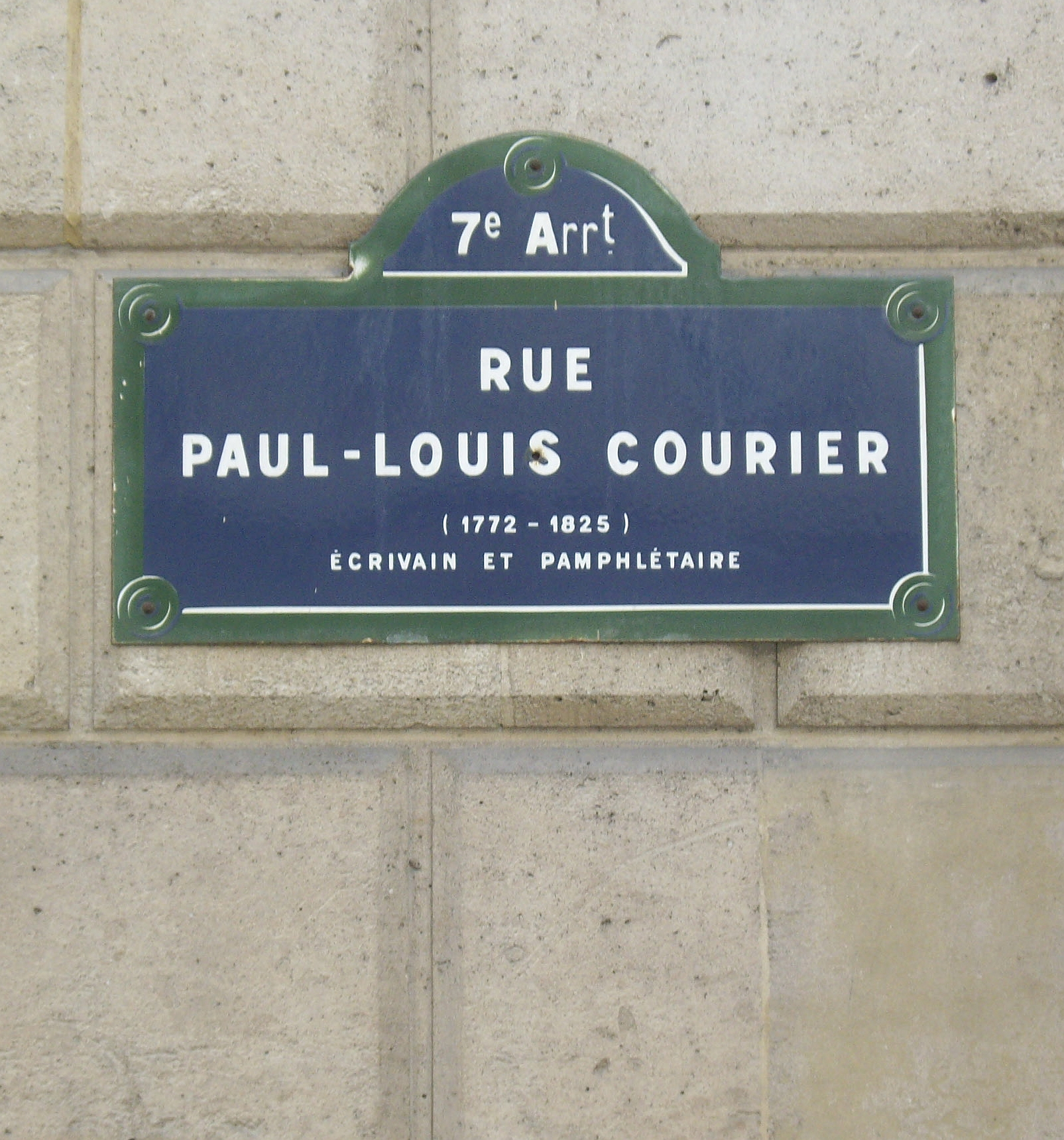
Улица, названная в честь Курье, в 7-м округе Парижа

В литературоведении отмечается необыкновенно богатый словарный состав памфлетов Курье, как книжно-письменного, так и разговорного языка, который пополнялся им из различных областей культуры, общественного знания и быта. Во многом этот широкий лексический диапазон Курье вызван большим разнообразием рассматриваемых в памфлетах вопросов и тем: «Курье в них пишет о крестьянах, королях, священниках, придворных, жандармах, судьях, министрах, депутатах, солдатах. Он пишет о войне, о религии, о свободе печати, о выборах и о многих других проблемах, которые волновали его современников». Во времена творческой деятельности Курье прослеживается ярко выраженное стремление к демократизации литературного языка посредством сближения с разговорным, что было характерной тенденцией французской литературы первых десятилетий XIX века. По мнению филолога М. М. Ивановой, основной языковый пласт, из которого Курье пополняет словарный запас своих статей сатирически-обличительного характера, — это французский общелитературный язык, равным образом широко употребляющийся в разговорном и письменном бытовании и традиции, а его лингвистический идеал — язык простого народа Франции: «Однако Курье не считает, что для разговора с народом нужно быть просторечным (populacier). Наоборот, по его мнению, простой народ — творец языка и он имеет право на самый лучший, самый правильный и чистый французский язык». С его точки зрения: «Если поэтический язык и не совпадает с народным,— говорил Курье,— то он всегда развивается на его основе».
Кроме того, Курье обогатил лексику привлечением и восстановлением полузабытых слов и выражений предшествующих эпох, что ставит его в один ряд с такими «архаистами», как Шарль Нодье и Теофиль Готье. Несмотря на критику писателя из-за чрезмерного злоупотребления архаизмами, принципы его работы в области перевода были для того времени новаторскими и плодотворными, получив высокую оценку Стендаля, Бальзака и Гёте.
По мнению Стендаля, со времён Вольтера «ни один писатель не мог приблизиться к г-ну Курье в сатире в прозе, ни один человек не написал таких превосходных памфлетов. Его петиция в пользу „Крестьян, которым запрещают танцевать“ — это один из шедевров нашего языка. Памфлеты его мало известны за пределами Парижа. Газеты почти никогда не осмеливались писать о них. Кроме того, большинство редакторов газет ревниво относились к превосходству его ума и его таланта». Анатоль Франс в своём литературном эссе «Стендаль», сравнивая его и Курье, писал, что, по его мнению, никто во времена Бейля хорошо не писал, французский язык был безнадёжно испорчен и любой писатель начала XIX века писал плохо: «… за исключением одного только Поля-Луи Курье; но это особый случай». По мнению Франса: «Поняв, что французский язык погиб, Поль-Луи Курье смастерил для собственного употребления наречие при помощи отрывков из Амио и Лафонтена. Это совершенно обратное тому, что сделал наш миланец; оба писателя настолько несходны друг с другом, насколько это возможно для современников». Анатоль Франс неоднократно упоминает Курье в своих книгах, а в романе «Восстание ангелов» (фр. La Révolte des anges, 1914) один из главных героев книги говорит, что знаменитая клякса, которую Курье «посадил на флорентийской рукописи, представляет собой, так сказать, литературный документ».
Гёте, которого очень интересовали творчество и личность Курье, оценивал его следующим образом:
Курье очень одарённый человек, в нём есть кое-что от Байрона, а также от Бомарше и Дидро. От Байрона — великое умение орудовать аргументами, от Бомарше — адвокатская сноровка, от Дидро — диалектичность, при этом он настолько остроумен, что лучшего и желать нельзя <…> Но вообще Курье человек недостаточно положительный, чтобы заслуживать безусловной похвалы. Он в неладах со всем миром, и трудно предположить, что на него не ложится какая-то доля вины и неправоты.— И. П. Эккерман. Разговоры с Гёте в последние годы его жизни.

## Память
- В честь Курье названы лицей в Туре и улица в 7-м округе Парижа, переименованная в память о нём в 1879 году[32][33].
- История с чернильным пятном, поставленным Курье в рукописи, приводится Гастоном Леру в его романе «Кровавая кукла» (фр. La Poupée sanglante, 1923).
- Обстоятельствам смерти Курье посвящён французский художественный фильм «Ферма семи грехов[фр.]» (фр. La Ferme des sept péchés, 1949).

## Издания
- Полное собрание сочинений Курье с предисловием А. Карреля (1830).
- В русском переводе в 1957 году были изданы его «Памфлеты».